# Grimesnil
Grimesnil è un comune francese di 67 abitanti situato nel dipartimento della Manica nella regione della Normandia.

## Società

### Evoluzione demografica
Abitanti censiti